# Nicolas Dalla Valle
Nicolas Dalla Valle (* 13. September 1997 in Cittadella) ist ein italienischer Radrennfahrer.

## Sportlicher Werdegang
Mit dem Wechsel in die U23 zur Saison 2016 wurde Dalla Valle Mitglied im Team Colpack, zum damaligen Zeitpunkt noch Radsportverein ohne UCI-Lizenz. International trat er deshalb zunächst wenig in Erscheinung, nennenswert ist der dritte Platz bei der Popolarissima 2018. National gewann er mit seinem Verein die U23-Meisterschaften im Mannschaftszeitfahren 2017 und 2018. Bei einem Ausflug auf die Bahn wurde er 2017 italienischer U23-Meister im Punktefahren.
Zur Saison 2019 wurde Dalla Valle Mitglied im Tirol KTM Cycling Team. In der ersten Saisonhälfte kam er 17 mal unter die Top 10, wenngleich ihm ein Sieg verwehrt blieb. Daraufhin erhielt er die Möglichkeit, in der zweiten Saisonhälfte als Stagiaire für das UAE Team Emirates zu fahren. Bei insgesamt zwölf Renneinsätzen konnte er allerdings nur vier Rennen überhaupt beenden, ein Folgevertrag kam nicht zustande. Jedoch erhielt er zur Folgesaison einen Vertrag beim UCI ProTeam Bardiani CSF Faizanè. In den zwei Jahren bei Badiani CSF konnte er an die Leistungen aus der Saison 2019 nicht anknüpfen und blieb ohne zählbare Erfolge.
2022 verließ Dalla Valle die UCI ProSeries und wurde Mitglied im italienisch-rumänischen UCI Continental Team Giotti Victoria.  Bei der Tour of Szeklerland gewann er zwei Etappen und die Punktewertung und erzielte damit seine ersten zählbaren Erfolge auf der UCI Europe Tour. Zur Saison 2023 wechselte er zum Team Corratec, das neu als UCI ProTeam lizenziert wurde. Mit dem Team nahm er mit dem Giro d’Italia 2023 erstmals an einer Grand Tour teil. 

## Erfolge
2015
- Bergwertung Trophée Centre Morbihan

2017
- Italienischer Meister – Mannschaftszeitfahren U23

2018
- Italienischer Meister – Mannschaftszeitfahren U23

2022
- zwei Etappen und Punktewertung Tour of Szeklerland

## Grand Tour-Platzierungen
| Grand Tour            | 2023 |
| --------------------- | ---- |
| Giro d’ItaliaGiro     | 125  |
| Tour de FranceTour    | …    |
| Vuelta a EspañaVuelta | …    |